# Chocolatte de Vila Maria

Chocolatte de Vila Maria no Sesc Carmo, São Paulo, em 2024

Anderson Luciano Santos, mais conhecido como Chocolatte de Vila Maria ou simplesmente Chocolatte, é um cantor, compositor, percussionista, baterista, produtor e escritor, amplamente reconhecido no cenário do samba paulistano. Nascido em outubro de 1975, em Santa Cruz da Vitória, enquanto ainda distrito de Ibicaraí. Anderson se mudou com sua mãe e irmão para São Paulo ainda muito jovem, com apenas dois anos de idade. A família se estabeleceu na Zona Norte da capital paulista, especificamente na Vila Maria, onde Chocolatte teve contato com o samba e a cultura popular que moldariam sua carreira artística.

## Infância e Origem do Apelido "Chocolatte"
Aos oito anos de idade, Anderson recebeu o apelido de "Chocolatte" de seus colegas de escola e pelo radialista Moisés da Rocha. Foi por volta dessa época que ele descobriu o Bar de Samba e Choro do Arthur, uma tradicional roda de samba localizada na Vila Maria, que recebia a presença de renomados sambistas e figuras da música brasileira, como Jair Rodrigues, Grupo Nova Esperança, Casa Nova, Luciano e seu Regional, Nelson Gonçalves e o apresentador Raul Gil. Nesse ambiente repleto de mestres do samba, ele começou a se apaixonar pela música.

## Carreira Musical
Chocolatte aprendeu a tocar instrumentos de percussão como autodidata e, mais tarde, aprimorou sua técnica na extinta Universidade Livre de Música. Sua habilidade como percussionista rapidamente chamou a atenção de grandes nomes do samba e da música brasileira, o que o levou a atuar ao lado de Beth Carvalho, sua madrinha no samba, por quase uma década (1999-2007). Nesse período, ele participou de turnês internacionais, incluindo apresentações no prestigiado Montreux Jazz Festival, além de outros festivais de renome como o Jazz à Vienne, Guida Festival em Milão, e apresentações nos Estados Unidos e Canadá.
Além de sua colaboração com Beth Carvalho, Chocolatte trabalhou com outros gigantes da música brasileira, como Jamelão, Quinteto em Branco e Preto, Monarco da Portela, Jair Rodrigues e o grupo Demônios da Garoa.

## Discografia
Chocolatte lançou quatro discos solo, todos de produção independente, que mostram sua paixão pelo samba e suas diversas vertentes:
- Herança Popular (2014)
- A Fantástica Bateria de Chocolatte, Vol. 1 (2006)
- A Fantástica Bateria de Chocolatte, Vol. 2 (2007)
- Chocolatte canta Partido-Alto (2008)

Singles:
- Velho Vulcão – Música inédita de Sobrinha
- Ancestrais (feat. Moacyr Luz)

Outros Trabalhos:
- Roda de Samba do Bloco do Chocolatte Vol. 1 e 2 – Realização e participação com mais de 20 sambistas convidados

## Contribuições ao Samba e ao Carnaval de São Paulo
Chocolatte se destaca como uma figura importante no fortalecimento da cultura do samba e do carnaval de rua em São Paulo. Ele participou da fundação de diversos blocos carnavalescos, incluindo o Munidos da Esperança, localizado na Ocupação Nova Esperança em Osasco, São Paulo, um movimento de resistência que luta pelos direitos dos trabalhadores sem-teto.
Além disso, Chocolatte mantém uma relação próxima com a GRES Vila Maria, uma das escolas de samba mais tradicionais de São Paulo. No entanto, seu envolvimento com blocos de carnaval tem sido uma forma de dar voz às comunidades periféricas, defendendo a cultura popular e lutando pela democratização do samba.

## Reconhecimento e Papel Educacional
Chocolatte também se destacou como educador. Ele atuou como professor de música em várias instituições e tem um papel fundamental como promotor da arte e cultura nas comunidades onde trabalha. Em 2018, representando a União de Blocos do Estado de São Paulo, participou de um seminário sobre os rumos do carnaval de rua na cidade, onde abordou a importância das agremiações na periferia e criticou a falta de políticas públicas que reconheçam o valor cultural desses movimentos.

## Legado e Impacto
Chocolatte é uma figura de destaque no movimento cultural e social de São Paulo, promovendo rodas de samba e projetos comunitários. Seu trabalho vai além da música: ele utiliza a arte como uma ferramenta de transformação social, discutindo políticas públicas para a promoção da arte, cultura e lazer nas regiões periféricas da cidade.
Nos treze anos de existência de seu bloco carnavalesco; Bloco do Chocolatte, fundado em 2012, que leva milhares de pessoas às ruas da Vila Maria, Chocolatte solidificou seu papel como líder comunitário e defensor da cultura popular. Sua atuação tem sido reconhecida não apenas pela comunidade do samba, mas por todos aqueles que veem na arte um caminho para a cidadania e a inclusão social.

## Obras Publicadas
Em 2019, Chocolatte lançou o livro "A Fantástica Estrada de Chocolatte de Vila Maria", uma obra autobiográfica que detalha sua trajetória como músico e ativista cultural. O livro foi escrito por ele próprio e por João Campos, com a capa assinada pelo renomado artista Elifas Andreato e prefácio do jornalista e escritor Oswaldo Faustino. A publicação não só reflete sua jornada pessoal, mas também oferece uma visão aprofundada sobre o desenvolvimento do samba em São Paulo.